# Carl Reinhardt

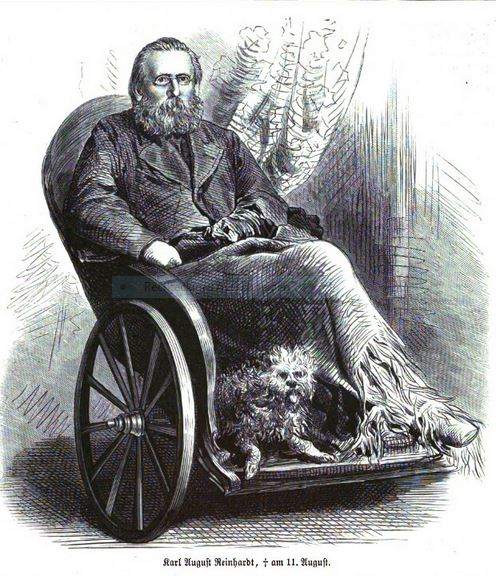
Carl Reinhardt

Carl August Reinhardt (auch Karl Reinhardt; * 25. April 1818 in Leipzig; † 11. August 1877 in Kötzschenbroda) war ein deutscher Schriftsteller, Maler, Zeichner und Karikaturist.

## Leben und Wirken

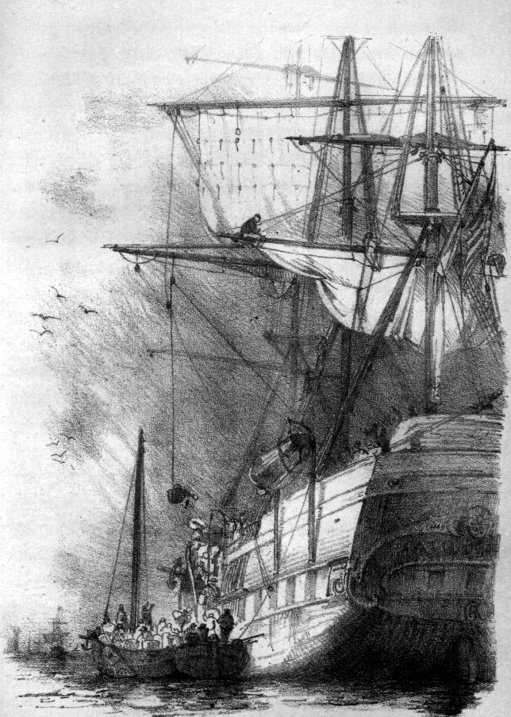
Das Schiff. Illustration von Reinhardt in Nach Amerika! von Friedrich Gerstäcker

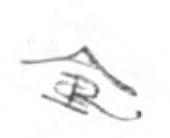
Signatur von C. A. Reinhardt

Reinhardt studierte in Leipzig, Dresden und München, unter anderem bei Johan Christian Clausen Dahl und Albert Zimmermann. In den 1840er und 1850er Jahren führte er ein unstetes Wanderleben als Landschaftsmaler, Schriftsteller und Karikaturist, ähnlich wie sein Zeitgenosse Herbert König. Er arbeitete in dieser Zeit für den Kladderadatsch, Die Gartenlaube und die Leipziger Illustrirte Zeitung, für die er zahlreiche Personenporträts anfertigte. Carl August Reinhardt kennzeichnete seine Arbeiten häufig mit einer Signatur aus den ineinander verschlungenen Buchstaben C und R, darüber ein A in Form eines Daches.
Bereits 1848 erschien von Reinhardt in den Fliegenden Blättern Meister Lapp und sein Lehrjunge Pips, allerdings unvollendet. Komplett war dieser Comic erst 1851 in der Buchausgabe bei Braun & Schneider zu sehen. Mit seinen etwa zwischen 1867 und 1873 in den Deutschen Bilderbogen für Jung und Alt des Stuttgarter Verlags von Gustav Weise erschienenen Zeichnungen und Karikaturen gehört Reinhardt zu den Urvätern des Comics. Diese Bilderbogen waren angelehnt an die bereits seit 1848 in München erscheinenden Münchener Bilderbogen.
Reinhardt illustrierte Werke von Autoren seiner Zeit. So erschienen seine Lithographien bei Friedrich Gerstäcker zum Beispiel in den Bänden 2 bis 4 von Nach Amerika von 1855.
1860 übersiedelte Reinhardt, weithin bekannt, aber von Krankheit gezeichnet und geschäftlich erfolglos, nach Dresden, wo er einige selbst illustrierte Romane und Lustspiele herausgab sowie ab 1872 das illustrierte Wochenblatt Der Calculator an der Elbe. 1877 eröffnete Reinhardt in Kötzschenbroda auf der Neuen Straße eine Gastwirtschaft des gleichen Namens Der Calculator an der Elbe, der auch Jahre nach seinem Tod 1877 bestehen blieb und später zu Zum Calculator verkürzt wurde. Reinhardt war Mitglied im Hamburger Künstlerverein von 1832.

## Werke
Monographien
- Der fünfte May. Wigand, Leipzig 1866–1868. (Band 1 in der Google-Buchsuche, Band 2 in der Google-Buchsuche, Band 3 in der Google-Buchsuche, Band 4 in der Google-Buchsuche)
- Von Hamburg nach Helgoland. Skizzenbuch. Verlagsbuchhandlung von J. J. Weber, Leipzig, 1856. (Volltext in der Google-Buchsuche)
- Schultze und Müller auf der Weltausstellung in Paris. Schäfers (Mikrofiche-Ausg.), Leipzig 1867
- Sprechende Tiere. Faksimile-Druck der Original-Ausgabe von 1854. von Glaßbrenner, Adolf. Carlsen, Kopenhagen 1966
- Naturgeschichte der weißen Sclaven von Tin-te-hohn-tse. Aus dem Chinesischen übersetzt und mit 57 Illustrationen versehen von Carl Reinhardt. Verlag von Eduard Ade, Stuttgart; 2. Aufl., Verlag von Alfred Bruchmann, Stuttgart, 1876
- Das wahrhaftige Kasperltheater in sechs Stücken. München, Braun & Schneider, o. J.[um 1860].

Fliegende Blätter
- 172 (1848): Meister Lapp und sein Lehrjunge Pips

Deutsche Bilderbogen
- Nr. 7: Lob der edlen Musica
- Nr. 8: Grad aus dem Wirthshaus
- Nr. 39: Der Hase in der Stadt
- Nr. 52: Eine Morithat
- Nr. 96: Ein Sonntagsvergnügen
- Nr. 137: Der Bauer in der Stadt
- Nr. 156: Im schwarzen Wallfisch zu Askalon
- Nr. 165: Ein harter Vater